# Catarina de Cristo
 Catarina de Cristo  (Ilha Terceira, Açores, Portugal - ?) foi uma escritora português, religiosa no Convento de São Gonçalo de Angra do Heroísmo.

## Escreveu
- Contemplações Espirituais.